# بیت‌خم
بیت‌خم (به هلندی: Beetgum) یک منطقهٔ مسکونی در هلند است که در منامرادیل واقع شده‌است. بیت‌خم ۷۹۲ نفر جمعیت دارد.